# Pancerniki typu Littorio
Pancerniki typu Littorio, określane też często jako typ Vittorio Veneto – włoskie pancerniki z okresu II wojny światowej, budowane w latach 1934–1942.

## Historia
Po zakończeniu I wojny światowej w latach 1920–1921 miała miejsce konferencja w Waszyngtonie w sprawie ograniczenia flot wojennych państw na świecie, w której uczestniczyły: Stany Zjednoczone, Francja, Włochy, Wielka Brytania, Japonia i Chiny. 6 lutego 1922 r. podpisano traktat waszyngtoński, w którym określono stosunek sił morskich poszczególnych państw. Zabroniono w nim budowy nowych pancerników, jednakże od zakazu tego uczyniono wyjątek między innymi dla Włoch, z uwagi na wiek i jakość posiadanych okrętów. Włochy mimo to nie podjęły wówczas budowy nowych pancerników z przyczyn ekonomicznych. Ustalono w traktacie także, że okręty liniowe nie mogą mieć większej wyporności, niż 35.000 ton i dział o kalibrze przekraczającym 406 mm. Traktat ten podpisano na okres 10 lat. Po jego wygaśnięciu próbowano przedłużyć czas jego obowiązywania i w 1930 r. podpisano w Londynie traktat londyński, który zezwalał Włochom na wybudowanie pancerników o łącznej wyporności 70.000 ton.
W 1930 r. ówczesny generalny inspektor włoskiej marynarki wojennej (Regia Marina) gen. Umberto Pugliese zlecił opracowania 3 okrętów liniowych o wyporności 23.000 ton, uzbrojonych w artylerię główną kalibru 381 mm lub 406 mm. W 1934 r. zmieniono te założenia, głównie w celu zapewnienia przewagi nad flotą francuską, która w tym czasie rozpoczęła budowę pancerników typu Dunkerque („Dunkerque” i „Strasbourg”). Jednostki włoskie miały być większe – o wyporności 35.000 ton i być silniej opancerzone i uzbrojone, niż francuskie. Zdecydowano się na budowę dwóch pancerników, które otrzymały nazwę „Littorio” i „Vittorio Veneto”. Pancerniki te miały oryginalny system ochrony przeciwtorpedowej opracowany przez gen. Pugliese składający się ze systemu specjalnych lekkich grodzi wewnętrznych wypełnionych cieczą umieszczonych w kadłubie okrętu. Ciecz po uderzeniu miała pochłaniać energię torpedy. W rzeczywistości, w toku projektowania zakładano przekroczenie tego traktatowego limitu wyporności i ostateczna wyporność standardowa pancerników wynosiła ok. 40.000 ton. W 1936 Włochy zdecydowały się nie podpisać kolejnego rozbrojeniowego traktatu londyńskiego i zdecydowały się na budowę kolejnych dwóch pancerników tego typu, które otrzymały nazwy: „Roma” i „Impero”. Ostatecznie tylko trzy z tych pancerników zostało ukończonych i wzięło udział w działaniach wojennych II wojny światowej. Natomiast pancernik „Impero” nie został nigdy ukończony. Pancerniki, z wyjątkiem pancernika „Roma”, przetrwały wojnę, lecz poniosły ciężkie uszkodzenia i ostatecznie wszystkie zostały złomowane pod koniec lat 50.
Okręty były uważane za bardzo udane i zalicza się je do najlepszych pancerników II wojny światowej.

## Historia poszczególnych pancerników typuVittorio Veneto

### Pancernik„Littorio”
Stępkę pod pancernik położono 28 października 1934 r. w stoczni Cantieri Ansaldo Genova w Genui. Wodowanie nastąpiło 22 sierpnia 1937 r. Ukończenie budowy nastąpiło 6 maja 1940 r., po czym 24 czerwca 1940 wszedł w skład włoskiej floty Regia Marina.
1 września 1940 r. wziął udział w operacji Hats, a 29 września 1940 r. w operacji MB 5. W nocy z 11/12 listopada 1940 r. w porcie Tarent został zaatakowany przez samoloty pokładowe Fairey Swordfish Mk I z brytyjskiego lotniskowca HMS „Illustrious” i trafiony 3 torpedami. Okręt został ciężko uszkodzony i jego część dziobowa znalazła się pod wodą. Został wydobyty 11 grudnia 1940 r. i rozpoczęto jego remont który trwał do sierpnia 1941 r.
27 września 1941 r. ponownie wszedł do działań bojowych biorąc udział w ataku na konwój brytyjski Halberd zmierzający na Maltę. 17 grudnia 1941 r. wziął udział w I bitwie w Zatoce Syrta, gdzie doszło do walki z brytyjskimi okrętami.
3 stycznia 1942 r. wziął udział w ochronie włoskiego konwoju M 43 zmierzającego do Libii. 22 marca 1942 r. wziął udział w II bitwie w Zatoce Syrta, w trakcie której doszło do jego uszkodzenia w wyniku eksplozji wewnętrznej. Ponownie wziął 16 czerwca 1942 r. w ataku na konwój brytyjski Vigorous płynący z Malty. W trakcie tego ataku został trafiony torpedą zrzuconą przez brytyjski samolot i wycofał się. Jego remont trwał do lutego 1943 r. W czerwcu 1943 r. został ponownie uszkodzony w czasie amerykańskich nalotów na port La Spezia. 30 lipca 1943 r. przemianowany na „Italia”.
9 września 1943 r. pancernik „Italia” wypłynął z portu La Spezia wraz z pancernikami „Vittorio Veneto” i „Roma” oraz 6 krążownikami, 8 niszczycielami i 4 torpedowcami w kierunku Malty, aby poddać się siłom alianckim. W drodze zespół włoskich okrętów został zaatakowany przez 15 samolotów bombowych Dornier Do 217K, które zaatakowały go bombami kierowanymi Fritz X (SD 1400X). Jedna z takich bomb trafiła w okręt, lecz zdołał on 10 września 1943 r. dotrzeć na Maltę. Został on internowany w Egipcie. W 1947 r. został on przejęty przez Stany Zjednoczone w ramach reparacji wojennych, lecz nie wszedł do służby. 1 czerwca 1948 r. został skreślony z listy floty, a następnie złomowany w porcie La Spezia.

### Pancernik„Vittorio Veneto”
Stępkę pod pancernik położono 28 października 1934 r. w stoczni Cantieri Riuniti dell’Adriatico San Marco w Trieście. Wodowanie nastąpiło 25 lipca 1937 r. Ostateczne zakończenie budowy nastąpiło 28 kwietnia 1940 r. i okręt wszedł 1 maja 1940 w skład Regia Marina, a gotowość operacyjną osiągnął 2 sierpnia 1940.
Do akcji wszedł 1 września 1940 r., gdy wspólnie z pancernikiem „Littorio” wziął udział w operacji Hats, także 29 września 1940 r. wziął udział we operacji MB 5. W trakcie ataku na port Tarent w nocy z 11 na 12 listopada 1940 r. znajdował się w porcie, lecz uniknął uszkodzeń.
27 listopada 1940 r. wziął udział w bitwie koło przylądka Spartivento, w trakcie której został uszkodzony po trafieniu torpedą z samolotu pokładowego brytyjskiego lotniskowca HMS „Formidable”. Skierowany do naprawy do portu Genua, został tam ponownie uszkodzony w trakcie bombardowania 8 lutego 1941 r.
27 marca 1941 r. wziął udział w bitwie koło przylądka Matapan, w trakcie której został trafiony torpedą zrzuconą z samolotów pokładowych lotniskowca „Formidable”. W wyniku tego trafienia stracił on możliwości manewrów, gdyż miał uszkodzone stery. 27 września 1941 r. ponownie bierze udział w ataku na brytyjski konwój Halberd płynący z Malty. 14 grudnia 1941 r. w trakcie ochrony konwoju zmierzającego do Libii został trafiony torpedą przez brytyjski okręt podwodny „Urge” z 10 flotylli okrętów podwodnych stacjonującej na Malcie.
Skierowany do naprawy w porcie La Spezia, 15 czerwca 1942 r. został uszkodzony w trakcie bombardowania. Z portu wypłynął 9 września 1943 r. wraz z grupą innych włoskich okrętów i udał się w kierunku Malty. W trakcie rejsu uniknął uszkodzeń i 10 września 1943 r. wpłynął do portu Valletta, gdzie poddał się siłom alianckim. Został internowany i skierowany do Egiptu, gdzie przebywał do końca wojny. W 1947 r. został przejęty przez Wielką Brytanię w ramach reparacji wojennych. Lecz nie wszedł do służby a 1 lutego 1948 r. został skreślony z listy floty, a następnie złomowany w La Spezia w czerwcu 1948 r.

### Pancernik„Roma”
Stępkę pod pancernik „Roma” położono w 18 września 1938 r. w stoczni Cantieri Riuniti dell’ Adriatico San Marco w Trieście. Wodowanie nastąpiło 9 czerwca 1940 r., a ostateczne wyposażenie okrętu 14 czerwca 1942 r. i z tym dniem wszedł on w skład Regia Marina. Pancernik nie brał udziału w walkach. W czerwcu 1943 r. został uszkodzony w czasie nalotu lotnictwa amerykańskiego.
9 września 1943 r. wypłynął z portu La Spezia wraz z grupą okrętów włoskich i udał się w kierunku Malty. W trakcie rejsu zespół ten został zaatakowany przez niemieckie samoloty bombowe Dornier Do 217K. Pancernik „Roma” został trafiony dwiema bombami kierowanymi Fritz X i zatonął.

### Pancernik „Impero(inne języki)”
Stępkę pod pancernik „Impero” położono 14 maja 1938 r. w stoczni Cantieri Ansaldo Genova w Genui, a okręt wodowano 15 listopada 1939 r. W czerwcu 1940 r. przerwano jednak nad nim prace i został skierowany początkowo do Brindisi, a następnie do Wenecji, gdzie w styczniu 1942 r. wznowiono prace wykończeniowe. Następnie przeniesiono go do Triestu, gdzie we wrześniu 1943 r. został przejęty przez Niemców.
Następnie w czasie nalotów lotnictwa amerykańskiego został uszkodzony. Po wojnie zrezygnowano z jego wykończenia i ostatecznie został złomowany w 1950 r. Okręt nigdy nie wszedł w skład floty włoskiej ani niemieckiej.

## Dane techniczno-taktyczne pancerników typu Vittorio Veneto
| Nazwa okrętu                                                  | Vittorio Veneto | Littorio (Italia) | Roma       | Impero     |
| Wyporność standardowa (t)                                     | 41 167 | 41 337            | 41 650     | 41 650     |
| Wyporność pełna (t)                                           | 45 750 | 45 956            | 46 125     | 46 125     |
| Wymiary                                                       | |                   |            |            |
| Długość (m)                                                   | 237,80 | 237,80            | 240,70     | 240,70     |
| Szerokość (m)                                                 | 32,90 | 32,90             | 32,90      | 32,90      |
| Zanurzenie (m)                                                | 9,60–10,50 | 9,60–10,50        | 9,70–10,50 | 9,70–10,50 |
| Uzbrojenie                                                    | |                   |            |            |
|                                                               | 9 × 381 mm 12 × 152 mm 12 × 90 mm 20 × 37 mm 20 × 20 mm od 1942 r. dodatkowo 4 × 120 mm 8–12 × 20 mm 3 samoloty startujące z katapulty                                                                   | takie same        | takie same | takie same |
| Opancerzenie                                                  | |                   |            |            |
|                                                               | Burty – 70–280 mm + 70 mm płyta TS (decapping plate) Maszyna sterowa – 60–130 mm Pokład górny – 36 mm Pokład drugi – 90–150 mm Wieże artylerii głównej – 200–350 mm Wieża artylerii średniej – 75–150 mm | takie same        | takie same | takie same |
| Napęd – 8 kotłów, 4 turbiny parowe o mocy 128 000 KM, 4 śruby | |                   |            |            |
| Prędkość maksymalna                                           | 30 węzłów (praktyczna 28–28,5 węzłów) | takie same        | takie same | takie same |
| Zasięg – 4580 mil morskich                                    | |                   |            |            |
| Załoga                                                        | 1861 | 1861              | 1960       | –          |